# Ed è subito sera
Ed è subito sera è una poesia di Salvatore Quasimodo. Si tratta di uno tra i componimenti più brevi e più famosi del poeta siciliano e più in generale della corrente ermetica. Originariamente gli intensi versi liberi di questa breve poesia costituivano la terzina finale di una poesia più lunga intitolata Solitudini contenuta in Acque e terre, la prima raccolta di poesie dell'autore pubblicata nel 1930, comprendente le liriche scritte dal poeta dal 1920 al 1929 (alcune delle quali erano già apparse sulla rivista Solaria). Una raccolta che rappresenta, insieme con Oboe sommerso, la fase del primo Quasimodo. Tagliando i diciannove versi iniziali di Solitudini, Quasimodo ne estrasse successivamente i tre versi di Ed è subito sera, che è la poesia di apertura della raccolta omonima (pubblicata nel 1942).

## Significato del componimento
In questa poesia il poeta ha racchiuso i tre momenti della vita dell'uomo: la solitudine, derivata dall'incomunicabilità; l'alternarsi della gioia e del dolore; il senso della precarietà della vita. Ognuno, dice il poeta, pur vivendo in mezzo agli uomini ("sul cuor della terra") si sente fortemente solo a causa dell'impossibilità di stabilire un rapporto duraturo con qualcuno. L'ipotesi più accreditata del significato di star solo "sul cuor della terra" attribuisce alle parole il significato di star solo nel momento individuale e intimo della ricerca del senso dell'esistenza, ovvero di ciò che permette all'uomo di sorpassare la morte. Tuttavia, pur essendo solo, viene stimolato dalle illusioni ("un raggio di sole"), dalla ricerca di una felicità a volte apparente. Questa ricerca è nello stesso tempo gioia e dolore, perciò il poeta usa il termine "trafitto", cioè ferito dal raggio di sole stesso. E come alla luce del giorno succede rapidamente l'oscurità notturna, così la vita dell'uomo termina con la morte: "ed è subito sera".

## Il tema della brevità della vita
In sé, il tema repentinamente affrontato e risolto nel verso conclusivo è lo stesso del latino ars longa vita brevis, ossia l'amara constatazione della brevità della vita in rapporto a quello che l'individuo vorrebbe realizzare. Questo tema è d'attualità anche al principio del XX secolo, con il progressivo avanzare della civiltà delle macchine, con i loro ritmi cui l'uomo stenta ad adeguarsi. Il tema riappare infatti anche in poeti e culture assai distanti: per esempio, un verso identico in modo quasi letterale si legge in una poesia del berbero Si Mohand, che denunciava i "nuovi" ritmi imposti dalla civiltà europea con l'arrivo della colonizzazione francese in Algeria:
(Si Mohand ou-Mhand (1848-1905), Isefra)